# Kirchscheidungen
Kirchscheidungen is een stadsdeel van de Duitse stad Laucha an der Unstrut in de deelstaat Saksen-Anhalt. Kirchscheidungen was tot 1 januari 2009 een zelfstandige gemeente in de Burgenlandkreis.

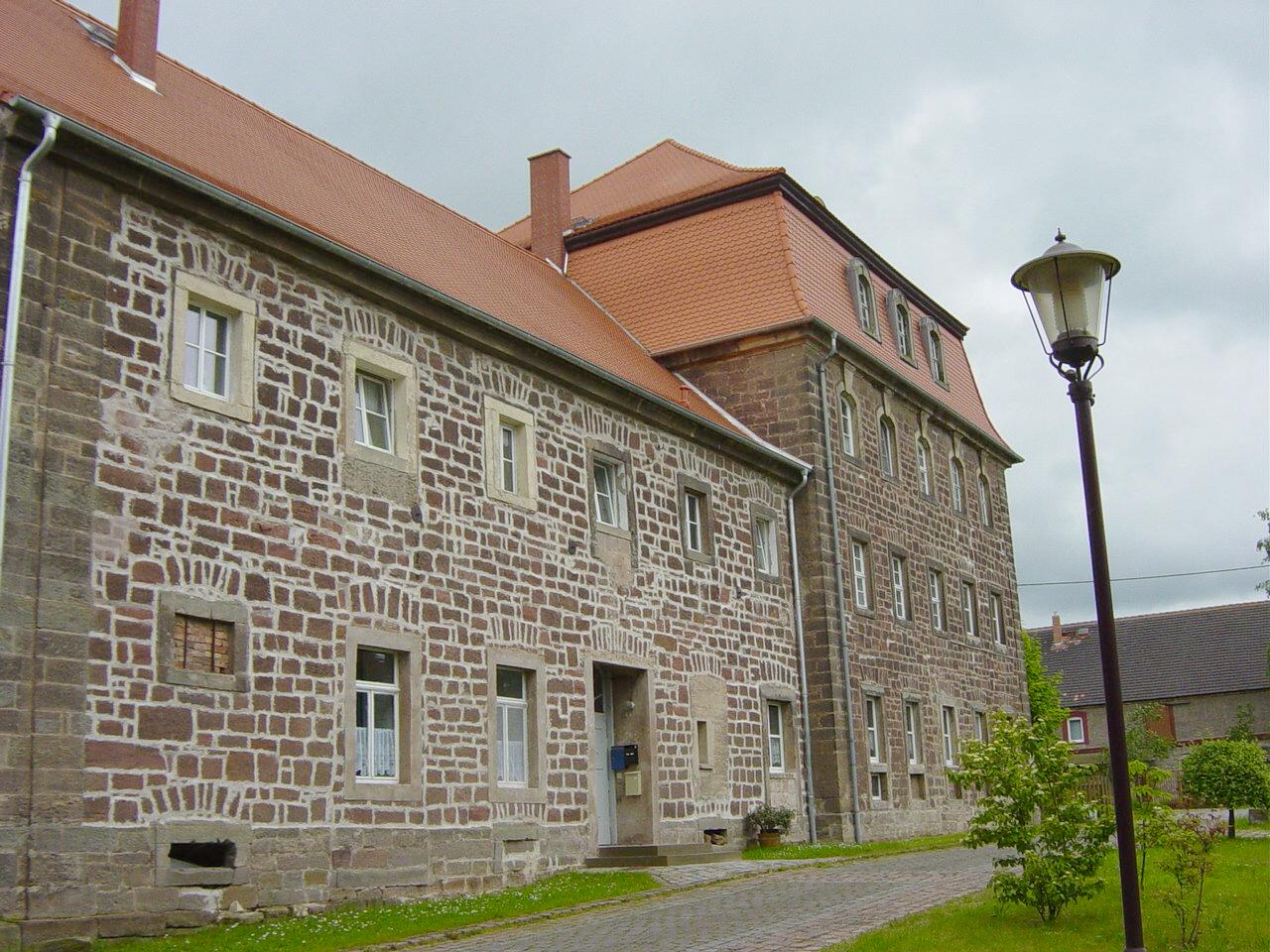
Landgoed bij Kirchscheidungen
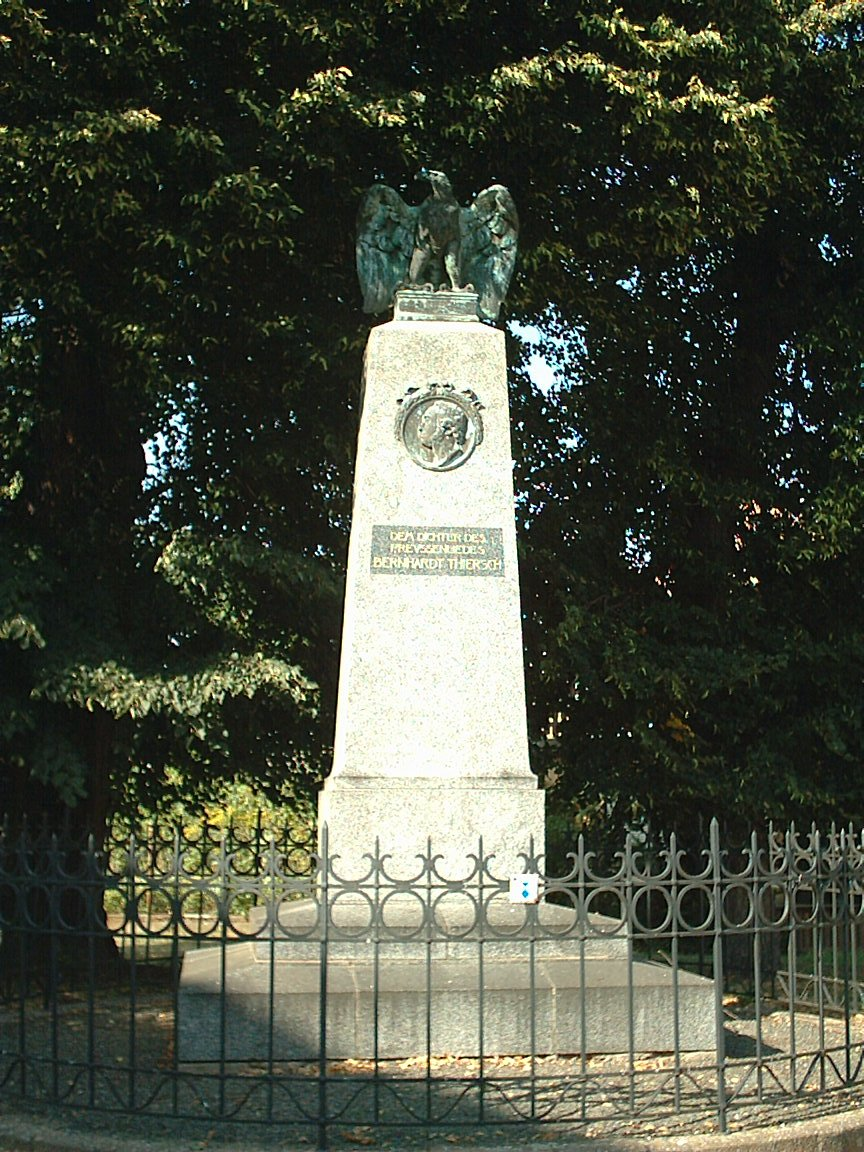
Oorlogsmonument
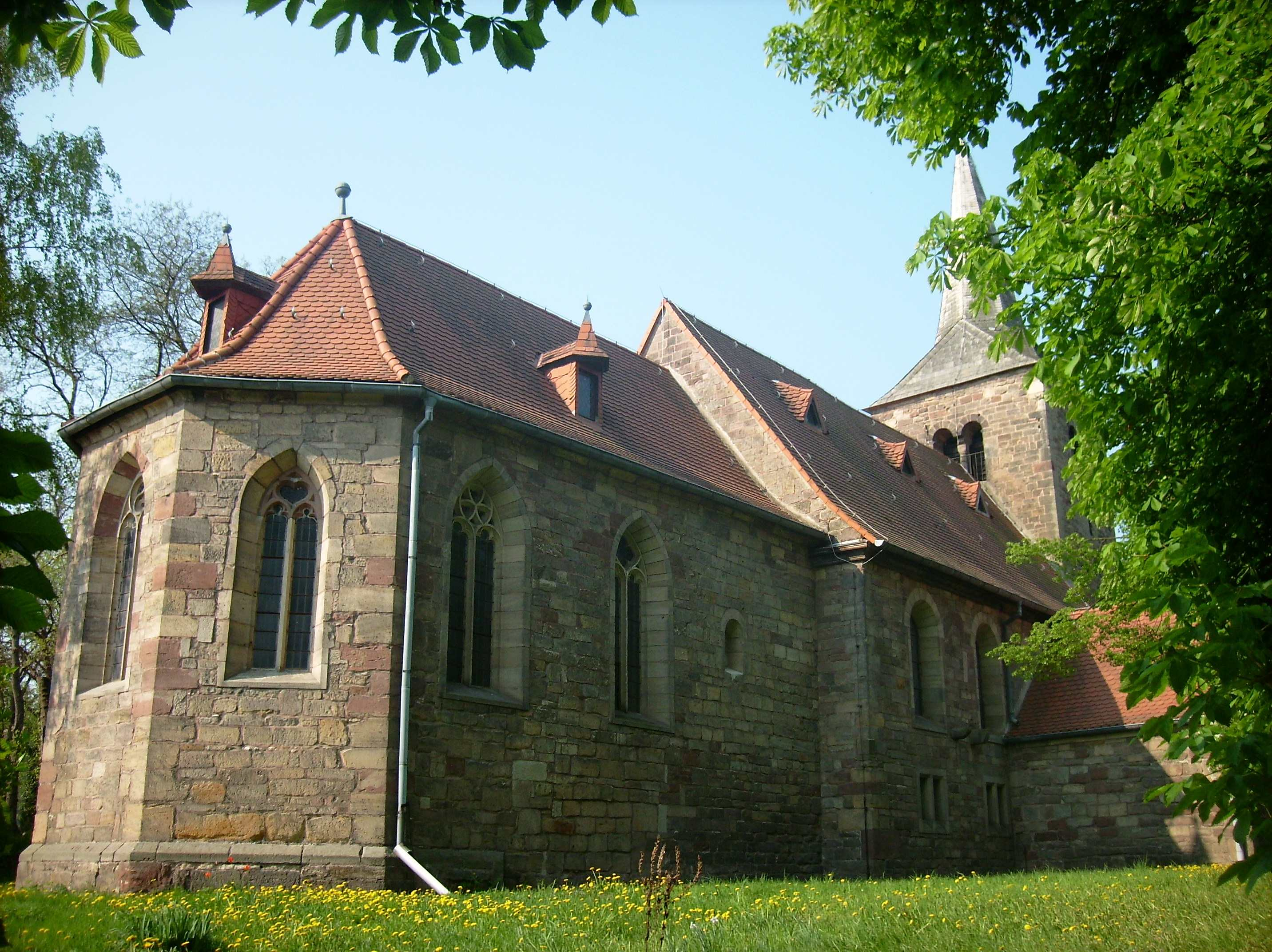
Kerk van Kirchscheidungen